# Éruption solaire
« Tempête solaire » redirige ici. Pour les autres significations, voir Tempête (homonymie).
Une éruption solaire ou éruption chromosphérique, couramment — mais improprement — qualifiée de tempête solaire, est un événement primordial de l'activité du Soleil. La variation du nombre d'éruptions solaires permet de définir un cycle solaire d'une période moyenne de 11,2 ans.

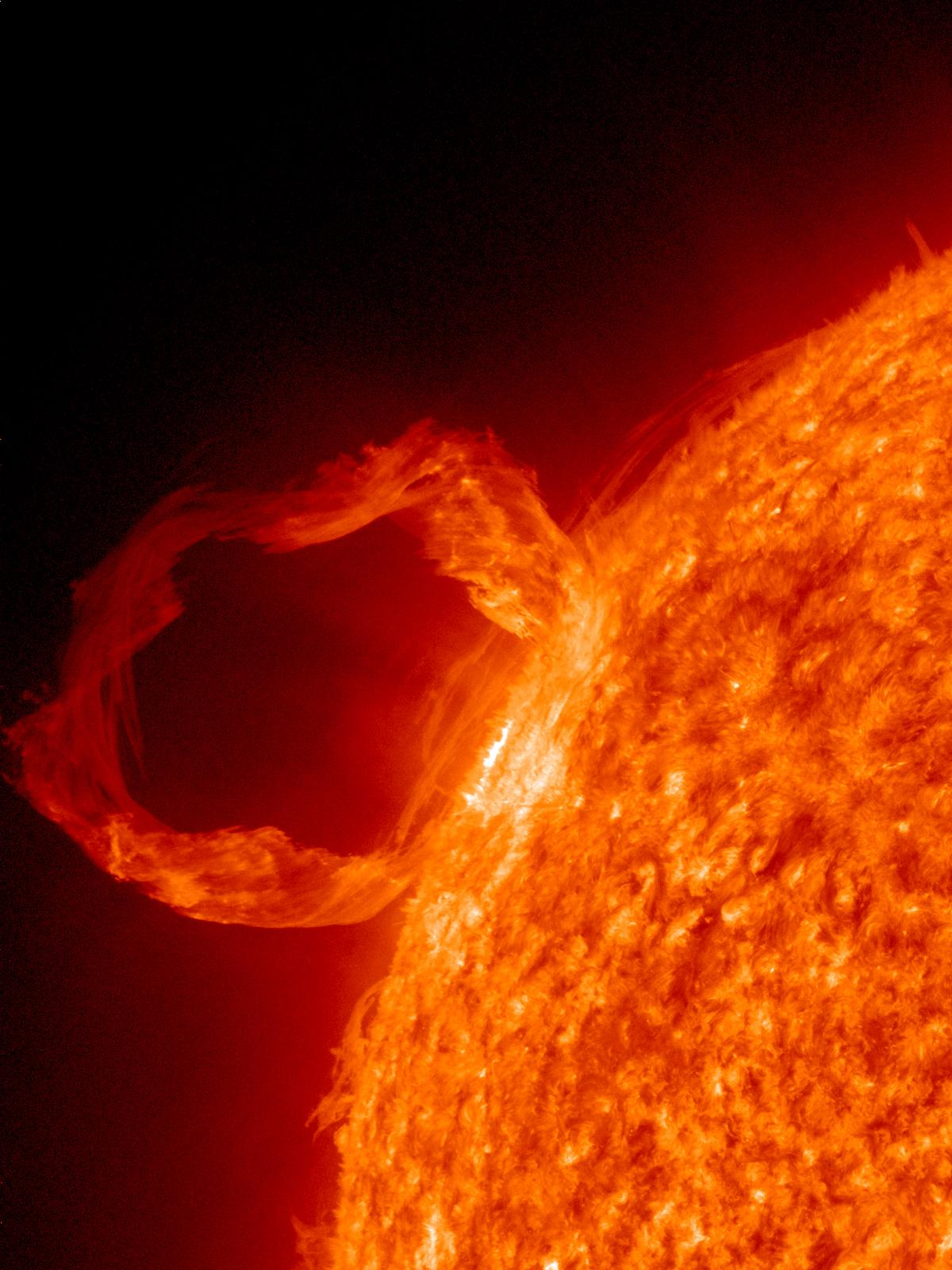
Éruption solaire, avec panaches émis en anneau.

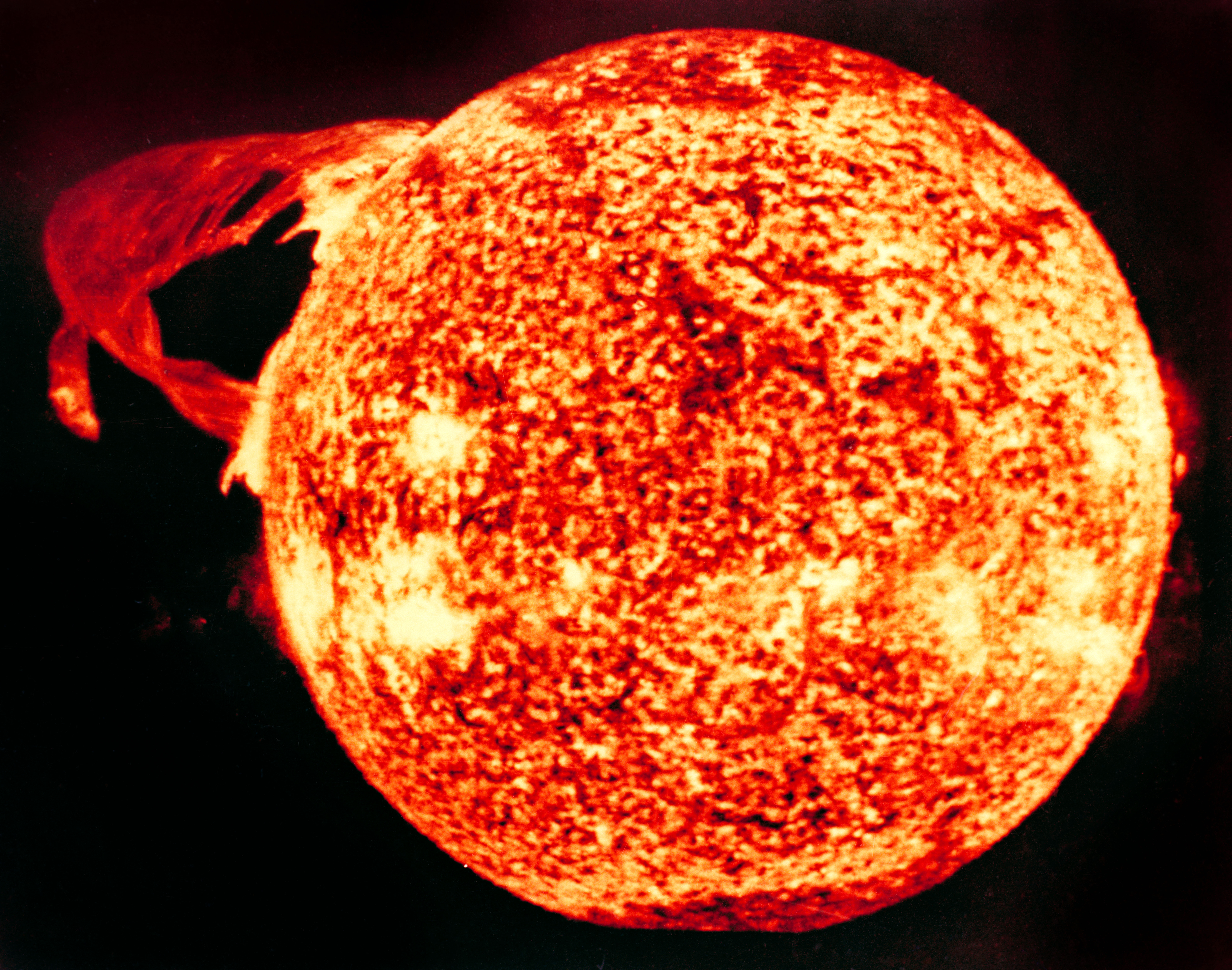
L'activité solaire la plus importante jamais enregistrée à cette époque, imagée par Skylab, en 1973. Le diamètre maximal de la protubérance est supérieur à la distance séparant la Terre de la Lune.

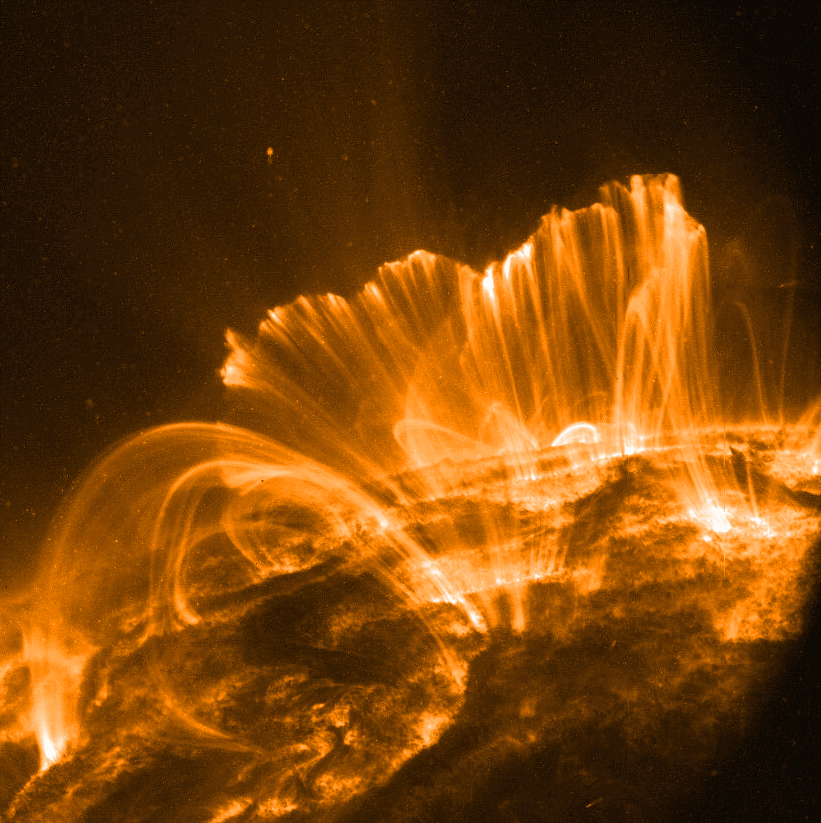
Image d'une éruption solaire prise par le satellite TRACE de la NASA.

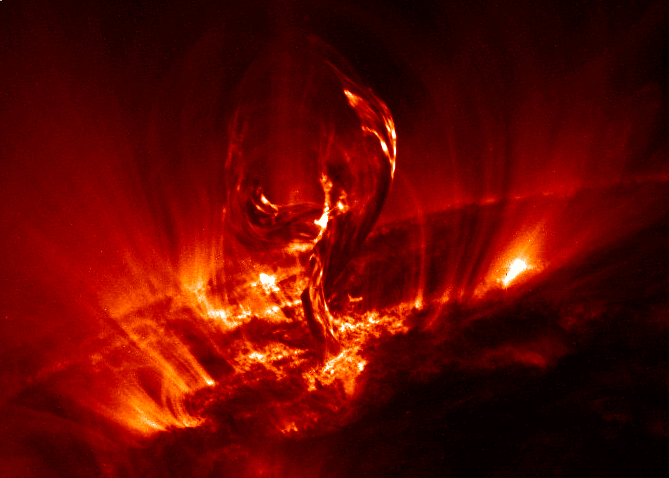
Éruption, avec éjections en longs filaments.

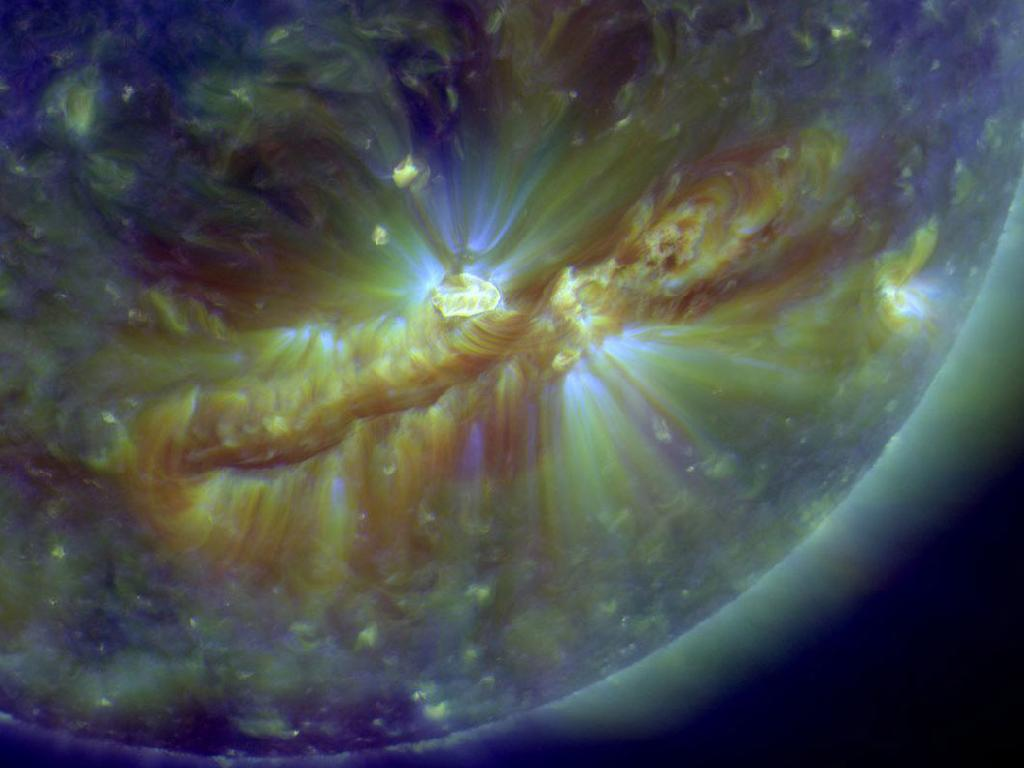
Craquelure et zones d'éjections. La longueur de la structure active dépasse l'équivalent de la distance Terre-Lune. La tache brillante au centre (point chaud) émet une grande quantité d'ultraviolets.

Elle se produit périodiquement à la surface de la photosphère et projette au travers de la chromosphère des jets de matière ionisée qui se perdent dans la couronne à des centaines de milliers de kilomètres d'altitude. Elle est provoquée par une accumulation d'énergie magnétique dans des zones de champs magnétiques intenses, au niveau de l'équateur solaire, probablement à la suite d'un phénomène de reconnexion magnétique.
La durée d'une éruption solaire dépend beaucoup de la longueur d'onde utilisée pour son calcul, car les rayonnements à différentes longueurs d'onde sont émis par différents processus et à différentes altitudes dans l'atmosphère du Soleil. Une mesure courante de cette durée est la largeur à mi-hauteur du pic du flux de rayons X mous dans les bandes de longueur d'onde 0,05–0,4 et 0,1–0,8 nm (0,5–4 et 1–8 Å), mesurée par le satellite géostationnaire GOES. En utilisant cette mesure, la durée d'une éruption varie de quelques dizaines de secondes à plusieurs heures, avec une durée médiane d'environ 6 et 11 minutes dans les bandes 0,05–0,4 et 0,1–0,8 nm, respectivement,.
La fréquence d'apparition des éruptions solaires varie en fonction du cycle solaire de 11 ans. Elle peut aller de plusieurs par jour près du maximum solaire à moins d'une par semaine près du minimum. Les éruptions les plus puissantes sont par ailleurs moins fréquentes que les plus faibles ; par exemple celles de classe X10 se produisent environ huit fois par cycle, tandis que celles de classe M1 se produisent environ 2 000 fois pendant le même temps. En 1984, Erich Rieger (en) et al. ont découvert une périodicité d'environ 154 jours pour les éruptions solaires émettant des rayons gamma, au moins depuis le cycle solaire no 19. Cette périodicité a depuis été confirmée (et la période dénommée « période de Rieger »), et on en a détecté des harmoniques de résonance.

## Classification
Les éruptions solaires sont classées en différentes catégories selon l'intensité maximale de leur flux énergétique (en watts par mètre carré, W/m2) dans la bande de rayonnement X de 1 à 8 ångströms au voisinage de la Terre (en général mesuré par l'un des satellites du programme GOES).
Les classes sont nommées A, B, C, M et X. Chaque classe correspond à une éruption solaire d'une intensité dix fois supérieure à la précédente, où la classe X correspond aux éruptions solaires ayant une intensité de 10−4 W/m2. Au sein d'une même classe, les éruptions solaires sont classées de 1 à 10 selon une échelle linéaire (ainsi, une éruption solaire de classe X2 est deux fois plus puissante qu'une éruption de classe X1, et quatre fois plus puissante qu'une éruption de classe M5). Ces sigles correspondent à la mesure de la puissance du rayonnement X, telle que déterminée par le système GOES.
Deux des plus puissantes éruptions solaires ont été enregistrées par les satellites du programme GOES le 16 août 1989 et le 2 avril 2001. Elles étaient de classe X20 (2 mW/m2). Elles ont cependant été surpassées par une éruption du 4 novembre 2003, la plus importante jamais enregistrée, estimée à X28.
La plus puissante des éruptions solaires observées au cours des 200 dernières années est probablement l'éruption solaire de 1859, fin août-début septembre, dont le point de départ fut observé entre autres par l'astronome britannique Richard Carrington. Cette éruption aurait laissé des traces dans les glaces du Groenland sous forme de nitrates et de béryllium 10, ce qui a permis d'en évaluer la puissance[réf. incomplète].

## Risques induits
Les éruptions solaires peuvent provoquer des ondes de Moreton visibles depuis la surface de la Terre.
Outre la perturbation des transmissions radioélectriques terrestres, les éruptions solaires ont certaines conséquences néfastes :
- les rayons durs émis peuvent léser les astronautes et endommager les engins spatiaux. Les personnels navigants de l’aviation civile sont parfois exposés (dose moyenne individuelle de 1,98 mSv par an en 2015). En France, ils sont suivis pour ce risque avec un calcul de dose effectué selon les trajets qu'ils effectuent. Une cartographie tridimensionnelle permet de connaître le rayonnement cosmique normal (moyen) en tout point et à toute altitude, et en 2017, la France est le seul pays à prendre aussi en compte les variations induites par les éruptions solaires, évaluées via les données de l’Observatoire de Meudon (Hauts-de-Seine) et par une trentaine de dosimètres embarqués sur des avions de ligne d'Air France. Quatre éruptions solaires ont eu un effet mesurable sur la dose en dix ans selon Sylvain Israël (expert en radioprotection à l'IRSN)[8]. Ce système d’information et d’évaluation a été revu en 2014 : les compagnies aériennes doivent fournir au registre national de dosimétrie des travailleurs, à l'IRSN, les données de vol et de présence pour chaque personnel navigant, en vue d'un calcul automatique des doses. Si nécessaire, certains personnels déjà très exposés diminuent leur temps de vol ou sont affectés à des lignes moins exposées, sur les vols transéquatoriaux, moins irradiés que ceux qui transitent près des pôles[8] ;
- les radiations UV et les rayons X peuvent échauffer l'atmosphère extérieure, créant une résistance sur les satellites en orbite basse et réduisant leur durée de vie ;
- les éjections de masse coronale, provoquant des tempêtes géomagnétiques, peuvent déranger le champ magnétique terrestre dans son ensemble et endommager des satellites en orbite haute ;
- les fluctuations du champ magnétique terrestre peuvent induire des courants telluriques dans les longues lignes de transmission électriques, engendrant des tensions et des courants d'intensité considérable pouvant excéder les seuils de sécurité des équipements de réseau ;
- certaines particules, très rapides et très puissantes, peuvent court-circuiter un satellite, voire le désactiver et le mettre définitivement hors d'usage.

### Conséquences
Les éruptions solaires peuvent avoir de graves incidences sur les systèmes technologiques, notamment les réseaux électriques.
En 774, un pic de carbone 14 observable dans les végétaux a pu être provoqué par une éruption solaire.
L'éruption solaire de 1859 a notamment produit de très nombreuses aurores polaires visibles jusque dans certaines régions tropicales et a fortement perturbé les télécommunications par télégraphe électrique.
Le 10 mars 1989, un puissant nuage de particules ionisées quitte le Soleil en direction de la Terre à la suite d'une éruption solaire. Deux jours plus tard, les premières variations de tension sont observées sur le réseau de transport d'Hydro-Québec, dont les systèmes de protection se déclenchent le 13 mars à 2 h 44. Une panne générale plonge le Québec dans le noir pendant plus de neuf heures.
Entre le 19 octobre et le 7 novembre 2003, des orages magnétiques obligent les contrôleurs aériens à modifier le trajet de certains avions, causent des perturbations dans les communications satellitaires, provoquent une coupure de courant d'environ une heure en Suède et endommagent plusieurs transformateurs électriques en Afrique du Sud.
En janvier 2007, la NASA lance le projet Solar Shield pour étudier la survenue de possibles courants induits géomagnétiquement par une éruption solaire, et de tenter de les localiser, afin d'assister les compagnies productrices d'électricité dans la protection de leurs systèmes. Le 1er mars 2011, un projet similaire est initié au niveau européen : EURISGIC (European Risk from Geomagnetically Induced Currents).
Le 23 juillet 2014, la NASA annonce dans un communiqué que la Terre a échappé, le 23 juillet 2012, à une « gigantesque tempête solaire ». Une perturbation jamais vue depuis 1859 qui, si elle avait touché la Terre, aurait pu « renvoyer la civilisation contemporaine au XVIIIe siècle », car son impact aurait provoqué des dégâts d'une ampleur inédite, dont le coût pour l'économie mondiale aurait pu dépasser les 2 000 milliards de dollars.

## Éruptions majeures et éruptions géantes
Une éruption géante pourrait avoir lieu une fois par siècle,.

### Évènement de Carrigton
L'éruption solaire la plus intense enregistrée à une époque proche de la nôtre reste l'événement de Carrington de 1859, qui a provoqué des décharges électriques dans les lignes télégraphiques. Si une éruption d'une telle ampleur se produisait aujourd'hui, elle aurait de graves répercussions sur les réseaux électriques et les télécommunications. L'Académie nationale des sciences a estimé que le coût pour l'économie mondiale serait de 2 000 milliards de dollars. Une éruption d'intensité comparable s'est produite en 1921. La fréquence de tels événements varie selon les études, de 0,7 à 1,2 par siècle.

### L'événement de Miyake: une éruption géante
La survenue vers 775 d'un orage magnétique 10 à 100 fois plus puissant que l'événement de Carrington (des milliers de fois plus qu'une éruption solaire ordinaire) est démontrée en 2012 par l'observation d'excès de carbone 14 dans les cernes d'arbres conservés dans les tourbières ou au sommet des montagnes. À cette époque, la fréquence de tels événements est estimée à 1 tous les 10 000 ans environ, mais en juillet 2021, deux autres événements au moins aussi puissants sont identifiés à partir des dépôts de béryllium 10 et de chlore 36 dans les carottes de glace et des excès de carbone 14, l'un survenu en 7176 av. J.-C. et l'autre en −5259. Seuls 16 % de la durée de l'Holocène (les 12 000 dernières années) ayant fait l'objet d'investigations à ce sujet, le nombre des super éruptions solaires pourrait être bien plus élevé. La tempête solaire de 775 a significativement perturbé la stratosphère polaire, conduisant à des changements de la température pendant les hivers de l'hémisphère nord.

### Conséquences d'une éruption géante sur notre technologie
Une éruption géante aujourd’hui dépasserait largement la résilience de nos technologies,. Elle dévasterait réseaux électriques et satellites, exposant astronautes, avions et couche d’ozone à des radiations nocives. De plus, des perturbations mondiales paralyseraient chaînes d’approvisionnement, systèmes financiers et communications pendant des années, menaçant gravement la civilisation moderne, contrairement aux simples aurores boréales observées précédemment.